# Капрезе Микеланђело
Капрезе Микеланђело (итал. Caprese Michelangelo) је насеље у Италији у округу Арецо, региону Тоскана.
Према процени из 2011. у насељу је живело 231 становника. Насеље се налази на надморској висини од 636 м.

## Становништво
| 1936. | 1951. | 1961. | 1971. | 1981. | 1991. | 2001. | 2011. |
| ----- | ----- | ----- | ----- | ----- | ----- | ----- | ----- |
| 3.121 | 3.216 | 2.680 | 2.031 | 1.846 | 1.701 | 1.626 | 1.516 |